# كو شيباساكي
کو شیباساکي (باليابانية: 柴咲 コウ) ممثلة ومغنية يابانية.

## مسيرتها

### التمثيل
ظهرت كو شيباساكي لأول مرة في عام 2000، عندما مثلت شخصية ميتسوكو سوما في فيلم المعركة الملكية. حصلت شيباساكي أيضًا على إشادة من النقاد لدورها في دور تسوباكي ساكوراي في فيلم اركض عام 2001، والذي نال لها العديد من الجوائز، بما في ذلك جائزة أفضل ممثلة مساعدة في الأكاديمية اليابانية، وجائزة فيلم هوتشي، وجائزة كينما جونبو.
في عام 2013، قدمت شيباساكي أول فيلم لها في الولايات المتحدة في فيلم 47 رونين، وهو فيلم من بطولة كيانو ريفز عن قصة تشوشينجورا حول الولاء والانتقام للساموراي. تم وصف الفيلم بأنه أول نسخة مقتبسة من الأسطورة باللغة الإنجليزية، استنادًا إلى أحداث تاريخية في أوائل القرن الثامن عشر.

### الغناء
ظهرت شيباساكي لأول مرة في صناعة الموسيقى في عام 2002 بأغنيتها المنفردة الأولى "Trust My Feelings"، لكنها اشتهرت بأغنيتها المنفردة الثانية "Tsuki no Shizuku"، والتي تم استخدامها في فيلم Yomigaeri .
على الرغم من أنها لا تؤلف موسيقاها الخاصة، إلا أن كو شيباساكي تكتب كلمات معظم أغانيها. أصبحت العديد من أغانيها الفردية أغانٍ لأفلام وأعمال درامية وإعلانات تجارية مختلفة.

## اعمالها

### أفلام
- المعركة الملكية (2000)
- اركض (2001)
- مكالمة فائتة (2003)
- مكالمة فائتة 2 (2005)
- قبضة نجم الشمال: أساطير المنقذون الحقيقيون (2006)
- المحقق كونان: عين خفية في البحر البعيد (2013)
- 47 رونين	(2013)
- كيف تعيش؟ (2023)
- مسار الأفعى (2024)

### مسلسلات
- بلاك جاك (2000)

### الدبلجة اليابانية
- كرولا
- ذا ماتريكس 4